# Lidia Kmitowa

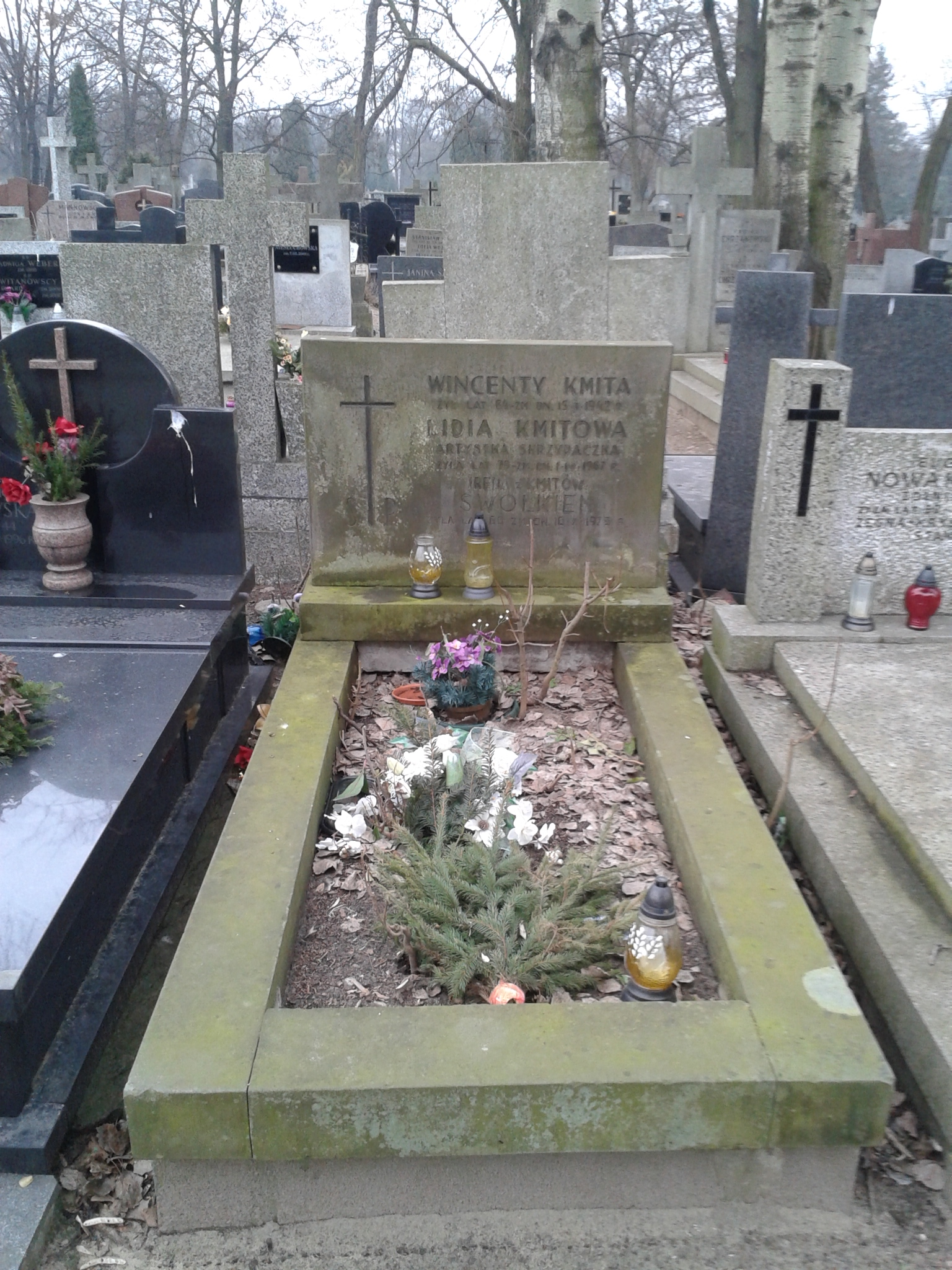
Grób Lidii Kmitowej na cmentarzu Bródnowskim w Warszawie

Lidia Kmitowa (ur. 1888 w Moskwie, zm. 1 kwietnia 1967 w Warszawie) – polska skrzypaczka, profesor.
Córka Mikołaja. Z pochodzenia była Rosjanką, naukę gry na skrzypcach pobierała w berlińskim konserwatorium pod kierunkiem Ysaÿe’a, Joachima i Barmosa. Naukę ukończyła w 1911, pozostała wówczas w Niemczech i tam występowała. W 1921 osiadła w Warszawie i przez wiele lat wykładała w tamtejszym Konserwatorium Muzycznym, m.in. w latach 1926–1932 uczyła gry Witolda Lutosławskiego. Pozostawiła po sobie liczne nagrania płytowe i dla Polskiego Radia (tzw. Kwartet Smyczkowy Polskiego Radia). Była wykonawczynią prawykonań utworów Grażyny Bacewicz (Trio na obój, skrzypce i wiolonczelę prawykonane w marcu 1936 w Warszawie). W 1953 otrzymała Złoty Krzyż Zasługi (1953). Zmarła w wieku 79 lat, została pochowana na cmentarzu Bródnowskim (kw. 72E-6-20).